# Nemenčia
Nemenčia je řeka ve východní části Litvy, v Vilniuském kraji, v okrese Vilnius. Pramení na východním okraji vsi Šarkiškės. Zpočátku, až ke vsi Aliniškės se klikatí převážně směrem jihovýchodním, dále velikým obloukem od severu obkružuje městys Veriškės a od Pakrauglė teče směrem jihozápadním až do Nemenčinė, kde se vlévá do řeky Neris jako její pravý přítok 196,6 km od jejího ústí do Němenu. Je to jedna z nejčistších řek v Litvě s neobyčejně bohatou faunou.

## Přítoky
- Levé: Vegėlinė (délka: 4,4 km, plocha: 8,8 km², vlévá se 11,5 km od ústí; hydrologické pořadí: 12010312), další dva málo významné přítoky
- Pravý – málo významný přítok